# Ammistamru II
Ammistamru II (ou parfois Ammistamru iii) est un roi d'Ougarit, qui règne d'environ 1265 à 1230 av. J.-C.

## Vie
Ammistamru II est probablement encore un enfant lorsqu'il accède au trône. Son père est Niqmepa et sa mère Ahat-milki ; celle-ci assure la régence jusqu'à sa majorité.
Le règne d'Ammistamrou est abondamment documenté par des tablettes cunéiformes retrouvées à Ougarit même, écrites en akkadien ou en ougaritique. Elles nous renseignent sur le fonctionnement de l'administration du royaume, ses activités économiques et diplomatiques.
Ougarit était vassal de l'empire hittite, dont le centre était à Hattusa, et du royaume de Karkemish, relai du pouvoir hittite en Syrie. Le long règne d'Ammistamru fut paisible sur le plan politique. Il dut néanmoins affronter quelques conflits internes : ses deux frères semblent s'être opposés à lui et à sa mère ; Ammistamru demanda l'arbitrage du roi hittite Tudhaliya iv et du vice-roi de KarKemish. Ammistamru l'emporta et ses frères furent exilés à Alasija (Chypre).
Il ne semble pas qu'Ougarit ait dû fournir d'appui militaire à son suzerain ; ce dernier préférait recevoir un tribut ce qui laisse penser que le petit royaume était plus tourné vers le commerce que la guerre.
Ammistamrou ii avait épousé Piddu (ou Piddaya), fille du roi d'Amurru, Bentesina. 
Il la répudia pour une faute que celle-ci aurait commise et la renvoya à son père ; plus tard, Ammistamrou exigea son retour à Ougarit, ce que Shaushga-muwa, fils de Bentesina et frère de Piddu refusa. Ammistamrou obtint raison par l'intercession du roi hittite Tudhaliya IV et Piddu revint à Ougarit. La fin de cette affaire est inconnue.
Son fils Ibiranou lui succède à sa mort.